# Лаар
Лаар (нім. Laar) — громада в Німеччині, розташована в землі Нижня Саксонія. Входить до складу району Графство Бентгайм. Складова частина об'єднання громад Емліхгайм.
Площа — 51,01 км2. Населення становить 2109 ос. (станом на 31 грудня 2021).